# Pont-sur-Seine
Pont-sur-Seine is een gemeente in het Franse departement Aube in de regio Grand Est. De plaats maakt deel uit van het arrondissement Nogent-sur-Seine. Pont-sur-Seine telde op 1 januari 2022 1.117 inwoners.

## Geografie
De oppervlakte van Pont-sur-Seine bedroeg op 1 januari 2022 16,15 vierkante kilometer; de bevolkingsdichtheid was toen 69,2 inwoners per km².
De onderstaande kaart toont de ligging van Pont-sur-Seine met de belangrijkste infrastructuur en aangrenzende gemeenten.

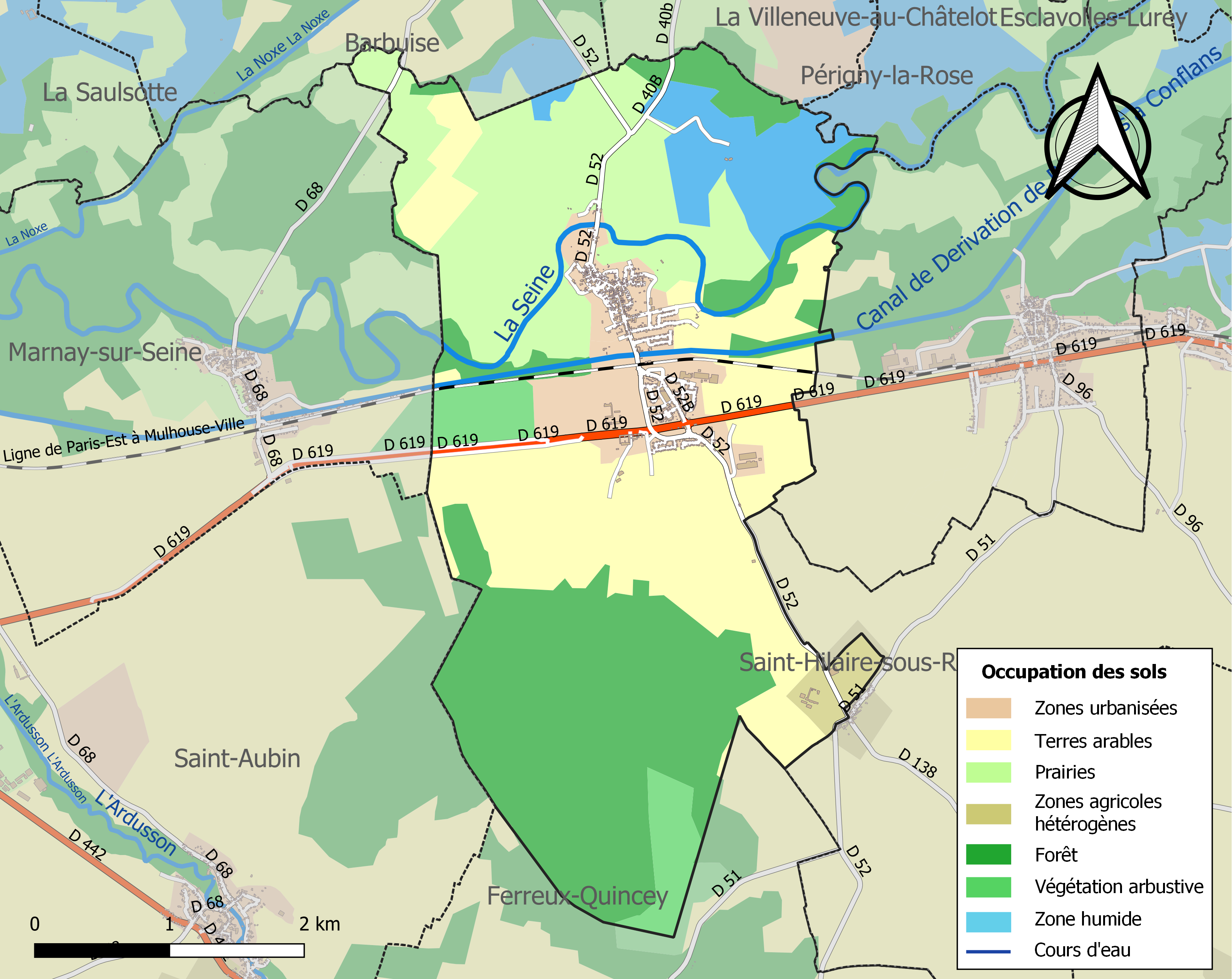

## Demografie
Onderstaande figuur toont het verloop van het inwonertal (bron: INSEE-tellingen).

Vanwege een beveiligingsprobleem met de MediaWiki Graph-software is het momenteel niet mogelijk deze grafiek weer te geven. Zodra de software is bijgewerkt zal de grafiek vanzelf weer zichtbaar worden.